# Захоплення Багдада (1534)
Захоплення Багдада у 1534 році — захоплення міста Багдад в Межиріччі, що належав сефевідській Персії військами османського султана Сулеймана І Пишного під час османсько-перської війни 1514—1555 рр. Місто було взято без опору, влада міста втекла і залишила місто незахищеним. Захоплення Багдада було значним досягненням, враховуючи його знаходження між річками Тигр і Євфрат та їх вплив на міжнародну та регіональну торгівлю. Взяття Багдаду разом із взяттям Басри в 1546 році зробило значний крок до остаточної османської перемоги та приєднання до Османської імперії нижньої частини Месопотамії, гирл річок Євфрат і Тигр, відкривши османам торговий вихід у Перську затоку.
Османське військо зимувало у Багдаді до 1535 року, керуючи реконструкцією релігійних святинь сунітів та шиїтів та проєктами зрошення сільського господарства. Султан Сулейман повернувся до Стамбула, залишивши у місті сильний гарнізон. Протягом наступних кількох десятиліть османи зміцнили свій контроль над регіоном, включивши його в свою імперію, поки він не був відвойований персами в 1623 році.